# Кокошеевка
Кокошеевка — село в Бугурусланском районе Оренбургской области в составе Пилюгинского сельсовета.

## География
Находится на расстоянии примерно 19 километров по прямой на юг от центра города Бугуруслан.

## История
Село основано в 1795 году. Основатель прапорщик Кокошеев Егор Федорович, купивший землю у помещика Пилюгина.

## Население
Население составляло 403 человека в 2002 году (русские 66%), 330 по переписи 2010 года.